# 독서당로
독서당로(Dokseodang-ro)는 서울특별시 용산구 한남동에서 성동구 응봉동까지 이르는 서울특별시도로, 총 연장은 4.400 km이다.

## 유래
이름이 유래된 것은 조선 시대 당시 국가 주요 인재들을 길러내기 위해 젊은 학자(한림학사)들이 독서하던 독서당이 있었다는 지역(옥수동)으로 역사성을 반영하였던 것에서 유래되었다.

## 역사
- 2010년 4월 22일 : 도로명으로 독서당로를 고시

## 주요 경유지
- 용산구
  - 한남동
- 성동구
  - 옥수동 - 금호4가동 - 금호1가동 - 응봉동

## 접촉하는 도로
- 서빙고로
- 한남대로 (, 서울특별시도 제41호선)
- 유엔빌리지길
- 한림말길
- 동호로 (서울특별시도 제29호선)
- 장터길
- 무수막길
- 금호로 (서울특별시도 제2503호선)
- 고산자로 (서울특별시도 제51호선)

## 철도 연계역
- ● 수도권 전철 경의·중앙선 : 한남역 (간접 접촉)
- 비고 : 옥수역, 응봉역 등은 이 도로와 접근하지 않음.